# Wild On!
Wild On! fue un programa de televisión estadounidense del canal E! Entertainment transmitido entre 1997 y 2006. Cada episodio se centraba en la experiencia de una celebridad recorriendo alguna región turística del planeta y probando su comida, cultura y vida nocturna. La serie incluía destinos exóticos como Río de Janeiro, Cancún, Las Vegas, Australia, Miami y Milán.
Wild on! fue conducido por tres presentadoras: Jules Asner (1997–1999), Brooke Burke (1999–2002) y Cindy Taylor (2002–2003). También eran invitadas personalidades del cine, la televisión y el modelaje, incluyendo a Victoria Silvstedt, Jenna Jameson, Tim Cheveldae, Karen McDougal, Ashley Massaro, Brooke Burns y Eleanor Mondale. En sus temporadas finales, Art Mann fue contratado como conductor.

## Cancelación
Durante la participación de Brooke Burke como conductora del programa, la cuota de pantalla del mismo fue muy alta, pero tras la partida de Burke en 2002 las cifras redujeron considerablemente y el programa se canceló en 2003 luego de la participación de Cindy Taylor como conductora. Originalmente el programa se emitiría de nuevo en el año 2005 con Tara Reid como nueva conductora. Sin embargo, una semana antes del comienzo de la nueva temporada, E! cambió la temática de la serie y decidió realizar una especie de reality show sobre los viajes de Tara Reid, por lo que se le cambió el nombre a Taradise.

## Naked Wild On!
En Australia, Naked Wild On! es una edición pornográfica reeditada de Wild On! pero sin censura, mostrando escenas de desnudos y lesbianismo.

### Lista de episodios
- "Decadent Destinations"
- "Sinful Cities"
- "What Were They Thinking?"
- "Girls Girls Girls"
- "Carnal Carnival"
- "Spring Break"
- "Naughty, Nice, and Naked"
- "Exotic Erotica"
- "Bump and Grind"
- "Voluptuous Vixens"
- "Bikini Beach Babes"
- "Crazy People"

### Cancelación
En Latinoamérica, Naked Wild On! fue cancelado en E! el 31 de diciembre del 2010 a consecuencia de la censura de las escenas de desnudos y lesbianismo.